# 2021 год в цифровой среде
Список «2021 год в цифровой среде» описывает события в мире цифровой среды, произошедшие в 2021 году.

## События

### Апрель
- 13 апреля — Перезапуск российского видеохостинга «Rutube»[1].
- 20 апреля — Запуск компанией «МТС» онлайн-кинотеатра «Kion»[2][3].
- 27 апреля — Переименование маркетплейса «Goods.ru» в «СберМегаМаркет»[4].

### Май
- 31 мая — Прекращение работы новостного интернет-издания «Newsru.com»[5][6].

### Июнь
- 10 июня — Прекращение работы онлайн-кинотеатра «TVzavr.ru»[7].

### Сентябрь
- 1 сентября — Прекращение работы видеосервиса «Яндекс.Эфир».

### Ноябрь
- 3 ноября — Ребрендинг онлайн-кинотеатра «Кинопоиск»[8].
- 29 ноября — Запуск холдингом «Газпром-медиа» видеоплатформы «Yappy» — российского аналога TikTok[9].
- 30 ноября — Запуск компанией «VK» музыкального сервиса «VK Музыка» в результате объединения приложения «BOOM» и сервиса «Музыка ВКонтакте»[10][11].

### Декабрь
- 31 декабря — Закрытие российского независимого общественно-публицистического интернет-издания «Батенька, да вы трансформер»[12].